# Red Dragon
Red Dragon — концепция беспилотной исследовательской миссии с использованием ракеты-носителя Falcon Heavy и модифицированного космического аппарата SpaceX Dragon 2. План предусматривал взятие образцов приповерхностного марсианского грунта и их доставку на низкую околоземную орбиту.

## История
Концепция была предложена в 2013 году в рамках программы NASA Discovery. Запуск предполагалось выполнить в 2018 году, однако по состоянию на август 2014 года NASA Discovery не сообщало о планах по финансированию проекта Red Dragon.
В марте 2014 года появилась информация о том, что концепция Red Dragon может быть использована NASA как более дешёвый способ выполнения миссии Mars Sample Return с доставкой образцов марсианского грунта на Землю. По предварительным подсчетам, Red Dragon мог бы совершить мягкую посадку на поверхность Марса примерно с 2 тоннами полезной нагрузки. Это более чем в 2 раза превышает текущий рекорд, установленный «Небесным краном» NASA, который опустил марсоход Curiosity массой 899 кг на поверхность «красной планеты» в августе 2012 года. Бо́льшие объём и масса полезной нагрузки позволили бы выполнить передачу собранных образцов на околоземной орбите (первоначальный сценарий Mars Sample Return подразумевал передачу образцов на марсианской орбите), что снизило бы потенциальные риски и стоимость миссии.
27 апреля 2016 года, компания SpaceX анонсировала планы проведения беспилотного запуска космического корабля Red Dragon c посадкой на поверхность Марса в 2018 году. За основу конструкции корабля был взят пилотируемый корабль Dragon 2, который разрабатывается для доставки астронавтов на Международную космическую станцию. Запуск корабля планировалось осуществить с помощью ракеты-носителя Falcon Heavy. NASA заключило со SpaceX соглашение, не подразумевающее финансирование проекта. Взамен обеспечения технической поддержки миссии, которую должно было осуществлять агентство, SpaceX должна была поделиться данными, полученными при вхождении корабля в атмосферу, снижении и посадке. Эти данные должны были быть использованы NASA при развитии её собственного проекта пилотируемых полётов к Марсу. Компания SpaceX заявила, что миссия Red Dragon должна была быть пробным проектом, который должен был дать информацию для осуществления будущих планов компании по доставке людей на Марс и общей архитектуры марсианского проекта, которую планировалось озвучить на Международном конгрессе астронавтики, состоявшемся в сентябре 2016 года в Гвадалахаре, Мексика.
В июле 2017 года разработка реактивной системы посадки для космического корабля Dragon 2 была официально прекращена, грузовые корабли серии Dragon 2 не будут оборудоваться двигателями SuperDraco и посадочными «ногами». Миссия Red Dragon отменена в пользу уменьшено-масштабированной версии многоразовой межпланетной транспортной системы ITS, впоследствии получившей название Starship.

## Существовавшие планы
Исследовательский центр Эймса вместе с частной аэрокосмической корпорацией Space Exploration Technologies (SpaceX) разрабатывал план миссии для поиска свидетельств жизни на Марсе (биосигнатур) в прошлом или настоящем. Капсула Dragon диаметром 3.6 метра должна была позволить разместить 1 тонну оборудования в объеме 7 куб. м.. Корабль Red Dragon должен был с помощью бура взять образцы водяного льда, которые, как предполагается, находятся в приповерхностном слое грунта на глубине примерно 1 метр. Прогнозировавшаяся стоимость миссии — менее $400 млн, ещё в $150–190 млн оценивался непосредственно пуск РН с КА. SpaceX планировала выполнить первый запуск ракеты-носителя Falcon Heavy в начале 2015 года (по состоянию на декабрь 2015 года — в начале 2016 года; фактически осуществлен в феврале 2018 года) и оценивала его стоимость (по состоянию на 2015 год) в $128 млн.

## Цели[1]
- Поиск свидетельств жизни (биосигнатур) на Марсе в прошлом или настоящем;
- Оценка жизнепригодности приповерхностного слоя;
- Выяснение происхождения, распределения и состава льда в приповерхностном слое;
- Выяснение климатического прошлого Марса с помощью анализа полученных образцов льда;
- Демонстрация процедур входа в атмосферу, снижения и мягкой посадки, пригодных для пилотируемых миссий;
- Оценка потенциальных опасностей, исходящей от пыли, реголита и льда;
- Выявление полезных природных ресурсов;
- Демонстрация доступа к приповерхностным ресурсам;
- Демонстрация переработки ресурсов in situ (ISRU[англ.]).

## Посадка
Возможность реализации концепции Red Dragon изучалась Исследовательским центром Эймса. Разработанный для доставки грузов и астронавтов к МКС и обратно, КА Dragon мог — при условии достаточно незначительной модификации — стать вполне пригоден для доставки полезной нагрузки на Марс и отработки процедур, необходимых для реализации долгосрочных планов пилотируемого полёта на Марс.
По оценке специалистов Исследовательского центра Эймса — КА Dragon может выполнить все процедуры входа в атмосферу, снижения и посадки, необходимые для доставки полезной нагрузки массой более 1 тонны на поверхность Марса без использования парашютов (использование парашютов невозможно без серьёзных изменений конструкции). Согласно расчётам, собственного аэродинамического сопротивления КА достаточно для управляемой посадки на двигателях SuperDraco. Этот подход делал возможной посадку КА Dragon с точностью +-10 км в гораздо более возвышенных точках на поверхности Марса, чем это было бы возможно с использованием парашютов. Впрочем, в конце лета 2017 года Илон Маск сообщил, что такая система посадки не сертифицирована NАSА и, вероятно, от неё придётся отказаться в пользу более традиционных способов посадки.
Предполагалось, что посадка Red Dragon будет совершена на одном из полюсов Марса или в его средних широтах — где подтверждено наличие приповерхностного льда.

## Доставка образцов грунта
КА Red Dragon должен был быть оснащен средствами доставки собранных образцов, включая Mars Ascent Vehicle (MAV), Earth Return Vehicle (ERV) и оборудование для передачи образцов, полученных ранее «примарсианившимся» марсоходом, на ERV.